# Skipp Sudduth
Robert Lee Sudduth IV (Barnstable, Massachusetts; 23 de agosto de 1956), conocido como Skipp Sudduth, es un actor estadounidense de cine, televisión y teatro, famoso por interpretar el personaje de John Sullivan en la serie televisiva Third Watch.

## Biografía

### Primeros años
Nacido en Barnstable, Massachusetts, hijo de un ingeniero y una enfermera, Sudduth estudió en la George Washington High School en Danville, Virginia, graduándose allí en 1976. Pretendía hacerse físico, llegando a estudiar un grado de biología en la Hampden-Sydney College, después de trabajar durante un año en un hospital de urgencias. Después de abandonar la carrera médica, estudió teatro en la Universidad de Virginia.

### Carrera
Sudduth fue miembro del Steppenwolf Theatre Company de Chicago después de formarse, lo que le rindió varios papeles en piezas de teatro de las más variadas, llegando a actuar en piezas de Woody Allen y junto con Paul Reiser y Helen Hunt.
Su carrera en películas, que inició en 1984 en Mutants in Paradise, es corta, habiendo participado en algunas películas como Clockers (1995) de Spike Lee, 54 (1998) y A Cool, Dry Place (1998). Su papel más representativo fue en la película Ronin (1998) de John Frankenheimer, cuando actuó junto con Robert De Niro, lo que repitió en la película Flawless (1999). Sudduth, que es un aficionado a las carreras, realizó las escenas de conducción de su personaje en Ronin durante las persecuciones de coches.
Sudduth se hizo más conocido a través de la serie Third Watch, cuando participó como protagonista de las 6 temporadas como el policía John Sullivan. También realizó papeles en otras series como Homicide: Life on the Street, Law & Order, Oz, Trinity, Cosby, y Mad About You. También ha trabajado dirigiendo episodios de varias series como Third Watch (dirigió 3 episodios de esta serie entre 2003 y 2005, además de actuar en ella), ER, de la cual dirigió 2 episodios entre 2006 y 2007, y 1 de las series Mentes criminales (también actuó en esta serie) y Women's Murder Club en 2007. En 2008, Sudduth creó el papel del capitán George Brackett en el reestreno del musical South Pacific de Rodgers y Hammerstein, ganador del premio Tony, que fue estrenado en el Lincoln Center. Además de actor, Sudduth es cantante y compositor y posee una banda de rock progresivo llamada Minus Ted, que lanzó tres álbumes: Hope and Damage (1994), Really Really (1999) y Hope and Damage Revisited (2005). Actualmente se encuentra trabajando en el desarrollo de proyectos para cine, televisión y teatro.

## Vida personal
Skipp Sudduth estuvo casado dos veces, pero se divorció de ambas esposas. Reside actualmente en Nueva York, y tiene un hermano, Kohl Sudduth, que también es actor y miembro de su banda Minus Ted.

## Filmografía

### Películas
- The Robber Barons of Wall Street (cortometraje, 2009) - Victor
- Drunkboat (2007) - Earl
- Flawless (1999) - Tommy
- Bury the Evidence (1998) - Goon
- Cuisine américaine (1998) - Wicks
- Ronin (1998) - Larry
- Noche de Reyes (1998) (TV) - Fabian
- 54 (1998) - Harlan O'Shea
- A Cool, Dry Place (1998) - Jack Newbauer
- Firehouse (1997) (TV) - Sy
- George Wallace (1997) (TV) - Al Lingo
- Eraser (1996) - Watch Commander
- Clockers (1995) - Narcotraficante
- Scam (1993) (TV) - Bob Sarcominia
- Daybreak (1993) (TV) - Workfare Man
- The Secret (1992) (TV) - Jack (votante)
- Mutants in Paradise (1984)

### Series de TV
- Law & Order: Criminal Intent (2008) - Clete Dixon
- Criminal Minds (2006) - Det. Stan Gordinski
- Law & Order: Special Victims Unit (2005) - Phillip Westley
- Third Watch (1999-2005) - Oficial John 'Sully' Sullivan (109 episodios)
- Law & Order (1999) - Hank Chapel (3 episodios)
- Homicide: Life on the Street (1999) - Angelo Marcini
- Trinity (1998) - Terry (2 episodios)
- Mad About You (1998) - albañil #1
- Oz (1998) - Lenny Burrano (6 episodios)
- One Life to Live (1997) - Fritz Van Hinkle
- Brooklyn South (1997) - Stan Pritchard
- Viper (1996) - Terry Molloy
- Cosby (1996)
- Central Park West (1996) - Nick
- Kindred: The Embraced (1996) - Goth
- New York News (1995) - Lapetto
- New York Undercover (1995) - Tony Donato
- CBS Schoolbreak Special (1994) - Barry Goldstein
- Elvis (1990) - Dewey Phillips

## Teatro
- South Pacific (3 de abril de 2008).
- The Iceman Cometh, obra de Eugene O'Neill (8 de abril - 17 de julio de 1999).
- Twelfth Night de William Shakespeare (16 de julio - 30 de agosto de 1998).
- On the Waterfront (1 - 7 de mayo de 1995).
- The Grapes of Wrath, obra de Frank Galati (22 de marzo - 2 de septiembre de 1990).